# Jean-Luc Manaud
 (juillet 2018).
Si vous disposez d'ouvrages ou d'articles de référence ou si vous connaissez des sites web de qualité traitant du thème abordé ici, merci de compléter l'article en donnant les références utiles à sa vérifiabilité et en les liant à la section « Notes et références ».
Jean-Luc Manaud (né le 13 décembre 1948 en Tunisie et mort le 28 février 2015  à Nantes, en France) est un photographe et photojournaliste français, spécialiste du Sahara.

## Biographie
Originaire de Gafsa, dans le Sud Tunisien, aux portes du désert où il a vécu jusque l’âge de quatorze ans, Jean-Luc Manaud a d’emblée photographié le Sahara.
Après s’être d’abord intéressé à l’architecture, il découvre la photographie à travers le spectacle vivant (Théâtre du Chêne noir) et devient correspondant de l’agence Bernand au Festival d’Avignon où théâtre, danse et musique lui donnent l’occasion de vendre ses premiers clichés de presse. En 1977, il devient photographe professionnel et effectue sa première traversée du Sahara, de l’Algérie jusqu’au Niger et au Mali. 
Pendant plus de trente ans, il ne cesse de photographier les paysages désertiques les plus divers du Sahara, s’enfonçant dans le Tibesti, le Ténéré, le Hoggar, l’Aïr, ou encore l’Adrar des Ifoghas. Fasciné par les peuples nomades, Jean-Luc Manaud suit les Touaregs et les caravanes de sel à dos de dromadaire et accompagne le savant botaniste et biologiste Théodore Monod avec qui il parcourt à pied les dunes de sable. Il est le premier à rendre compte des premières manifestations de la guérilla touarègue (1990-1995) aux côtés des chefs de la rébellion Mano Dayak et Rhissa Ag Boula. Ses reportages sont régulièrement publiés dans Géo et dans de grands titres de presse internationaux, une couverture médiatique qui le consacre comme l'un des spécialistes du Sahara.
Sa passion pour l’Afrique ne s’arrête pas au Sahara. Elle se prolonge sur la boucle du fleuve Niger au Mali, où le cours d'eau rencontre le désert. Il y photographie la vie quotidienne des peuples Bozo, Songhays, Peul, Bambara, et Touareg, qui vivent le long du fleuve.
Parallèlement, de 1978 à 1981, il est le photographe officiel du Festival d'automne à Paris, continuant à capter les émotions artistiques de la scène. De 1981 à 1986, il devient grand reporter pour le Figaro Magazine et couvre plusieurs conflits et zones dangereuses à travers le monde : l’Ogaden en Éthiopie, le conflit Cambodgien, l’Angola, le Nicaragua, la Guerre du Liban, les régions où sévit le FIS en Algérie et celles infestées par les mines clandestines du Niger.
Après avoir créé une première agence de presse indépendante (« Atelier ») aux côtés de François Guenet et Christian Poveda, il est un des membres-fondateurs, en 1989, de l’agence « Odyssey Images », aux côtés des photographes Hélène Bamberger, Yves Gellie, François Guenet, Alain Keler, Pascal Maitre et Serge Sibert. En 1999, il rejoint l’agence Rapho.

## Publications
- 1982 : 10 ans du Festival d'Automne, Temps actuels
- 1986 : Chine : théâtre et musique en Chine, Festival d'Automne
- 1987 : Boston, Montréal, Québec, Éditions Crescent (États-Unis)
- 1993 : Touaregs - 6 photographes témoignent, Éditions Fixo
- 1996 : Aghali, berger du désert, Éditions Hatier - Prix Saint-Exupéry 1996
- 2000 : Le Désert Nu (Textes Daniel Popp), Éditions du Chêne
- 2001 : Le Fleuve des sables (Textes Martine Ravache), Éditions du Chêne - Prix du livre de voyage Biarritz 2002
- 2002 : La caravane de sel (Texte Pierre Guicheney), Éditions Hoëbeke
- 2002 : Lumières du désert, Éditions du Chêne
- 2002 : Instants du Désert (Texte de Roselyne Chenu), Éditions du Chêne
- 2006 : Chroniques sahariennes (avec Pierre Guicheney), Éditions du Chêne
- 2006 : Tombouctou, Éditions Arthaud
- 2013 : Méditerranée (Textes Gilbert Sinoué), Éditions de la Martinière

## Expositions
- 1987 : Masques d'Ixi, Chine, Musée Dapper, Paris
- 1992 : Terres d'Islam (collectif), Visa pour l'image, Perpignan
- 1993 : Touaregs (collectif), Musée de l'Homme, Paris
- 1993 : Danse et coulisses à l'Opéra Garnier, Opéra Garnier
- 1993 : Algérie du FIS, 3e rencontres photo de Normandie
- 1994 : Touaregs, Projection Visa pour l'image, Perpignan
- 1996 : Touaregs, Virgin Mégastore (Marseille, Dijon)
- 1997 : Le fleuve Niger, Lorgues
- 1999 : Polaroïd / Désert : Festival Biarritz terre d'images
- 2000 : Les villes chantées: Agadez, Festival Biarritz terre d'images
- 2001 : Le Désert Nu, Festival Chroniques Nomades à Honfleur
- 2006 : Polaroïd - grille du parc Monceau
- 2014 : Exposition au Festival Photographique de Moncoutant
- 2016 : Gnawa,7 couleurs de Jean-Luc Manaud, Commissariat et textes de Pierre Guicheney Institut Français d'Essaouira - Maison de la Photographie de Marrakech

### Expositions collectives
- 2016 : Les Années 80, cinquante photographes d'une décennie, Galerie Yann Arthus-Bertrand. Cette exposition rassemblait les photographes Jane Evelyn Atwood, Bruno Barbey , Pierre Boulat, Françoise Demulder, Alain Keler , James Nachtwey, Patrick Robert...

## Récompenses et distinctions
- Prix Saint-Exupéry 1996, Aghali, berger du désert, Édition Hatier (1996)
- Prix du livre de voyage Biarritz 2002, Le Fleuve des sables (texte Martine Ravache), Édition du Chêne (2001)